# Bessor
El Bessor (Nahal Besor) és un riu del sud d'Israel-Palestina on s'han fet excavacions i s'han trobat objectes predinàstics egipcis.
Segons la mitologia de l'Antic Testament era un torrent on descansaren 200 homes de David mentre uns altres 400 el travessaven per perseguir els amalequites.